# Conocoto

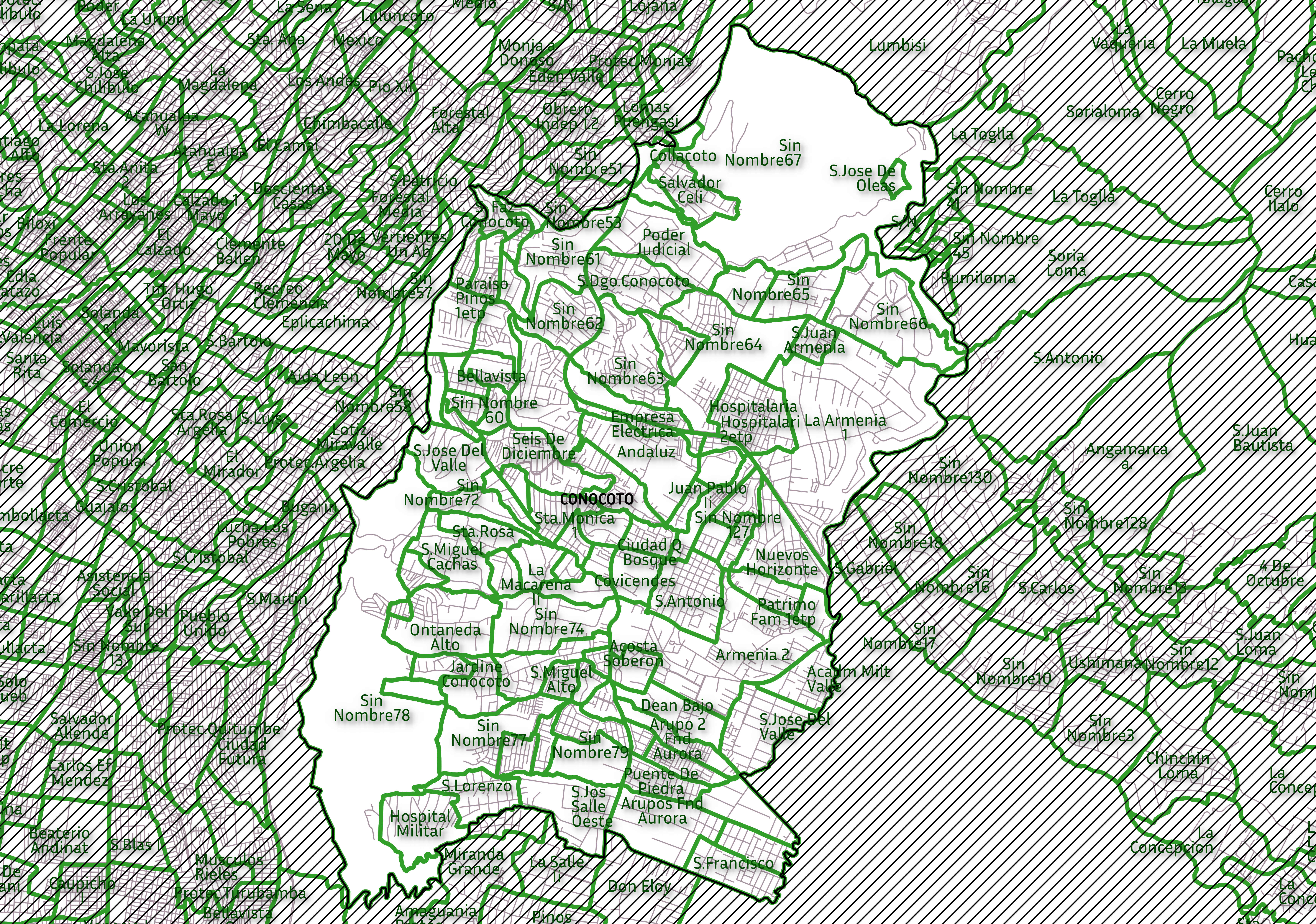
Gliederung der Parroquia Conocoto

Conocoto ist ein südöstlicher Vorort der ecuadorianischen Hauptstadt Quito und eine Parroquia rural („ländliches Kirchspiel“) im Kanton Quito der Provinz Pichincha. Die Parroquia Conocoto gehört zur Verwaltungszone Los Chillos. Das Verwaltungsgebiet besitzt eine Fläche von 38,63 km². Die Einwohnerzahl betrug im Jahr 2010 82.072.  

## Lage
Die Parroquia Conocoto liegt 9 km südsüdöstlich vom historischen Stadtzentrum von Quito. Der Río San Pedro fließt entlang der östlichen Verwaltungsgrenze nach Norden. Es liegt in Höhen zwischen 2390 m und 3175 m. Das Verwaltungszentrum liegt 2546 m hoch.
Die Parroquia Conocoto grenzt im Westen und im Norden an das Municipio von Quito, im Nordosten an die Parroquia Guangopolo, im Osten an die Parroquia Alangasí, im Südosten an das Municipio von Sangolquí (Kanton Rumiñahui) sowie im Süden an die Parroquia Amaguaña.

## Geschichte
Im Juli 1725 wurde die kirchliche Pfarrei "San Pedro de Conocoto" gegründet. Die zivilrechtliche Parroquia Conocoto wurde am 20. Mai 1861 eingerichtet.